# Últimos cuartetos de cuerda de Beethoven

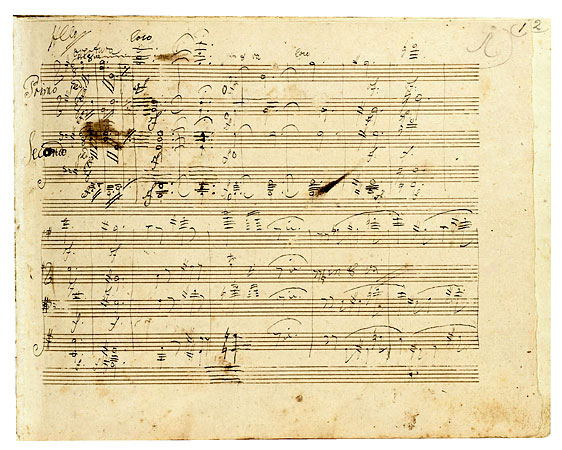
Manuscrito de la Grosse Fuge de Beethoven arreglada para piano a cuatro manos

Las últimas seis obras para cuarteto de cuerda de Beethoven, fueron las últimas de sus grandes composiciones. 

## Importancia en la obra de Beethoven
Aunque fueron desestimados por los músicos y el público en la época de Beethoven, son ahora ampliamente considerados como unas de las más grandes composiciones musicales de todos los tiempos, y han inspirado a muchos compositores y músicos. Igor Stravinsky describe la Grosse Fuge como "absolutamente contemporánea, una obra musical que será contemporánea para siempre". Richard Wagner, a la hora de reflexionar sobre el primer movimiento del Opus 131, dijo que "revela el más melancólico sentimiento expresado en la música". Estos cuartetos han sido interpretados y grabados por cuartetos de cuerda de todo el mundo.
El violista Masumi Per Rostad considera que los últimos cuartetos no necesitan ser interpretados para apreciar su valor artístico dado, además las dificultades de interpretación que tiene la partitura por parte de un cuarteto de cuerda, específicamente por las dificultades del equilibrio de las cuatro voces. De hecho, en 1810 Beethoven escribió (en inglés) a un amigo refiriéndose al Cuarteto de cuerda nº 11 en fa menor («Serioso»), Op. 95 que "El cuarteto está escrito para un pequeño círculo de entendidos y nunca se interpretará en público"

## Obras
- Opus 127: Cuarteto de Cuerda N.º 12 en mi bemol mayor  (1825)
- Opus 130: Cuarteto de Cuerda N.º 13 en si bemol mayor (1825)
- Opus 131: Cuarteto de Cuerda N.º 14 en do sostenido menor (1826)
- Opus 132: Cuarteto de Cuerda N.º 15 en la menor (1825)
- Opus 133: Grosse Fugue para cuarteto de cuerda (1826; originalmente el final de Op. 130; también existe en una transcripción para piano a cuatro manos, Op. 134)
- Opus 135: Cuarteto de Cuerda N.º 16 en fa mayor (1826)

## Descripción
El príncipe Nikolai Galitzine encargó los tres primeros cuartetos (números 12, 15 y 13) en una carta de fecha 9 de noviembre de 1822, y se ofreció a pagar a Beethoven "lo que usted piense adecuado" para las tres obras. Beethoven respondió el 25 de enero de 1823, con su precio de 50 ducados para cada obra. Beethoven compuso estos cuartetos en la secuencia 12, 15, 13, 14, 16. Escribiendo simultáneamente los cuartetos 15 y 13.
Beethoven escribió los últimos cuartetos con problemas de salud. En abril de 1825 estaba postrado en la cama, y se mantuvo enfermo durante un mes. La enfermedad o más precisamente su recuperación a partir de ella, es recordada por haber dado lugar al sentido movimiento lento del Cuarteto N.º 15, que Beethoven llamó "Canción de acción de gracias ('Heiliger Dankgesang') a la divinidad, a partir de un hecho así." Llegó a completar los cuartetos ahora numerados 13, 14 y 16. La última obra de Beethoven que se completó fue el sustituto del último movimiento del Cuarteto N.º 13, que sustituyó a la difícil Grosse Fuge.

## Evaluación
Estos cuartetos iban mucho más allá de la comprensión de los músicos y el público de la época. Un músico comentó que "sabemos que hay algo ahí, pero no sabemos qué es". El compositor Louis Spohr los ha calificado de "indescifrables, horrores incorregibles." La opinión ha cambiado considerablemente desde el momento de su primera desconcertada recepción. Estos seis cuartetos (contando la Grosse Fuge) son considerados como unas de las más grandes composiciones musicales de todos los tiempos. El musicólogo Theodor Adorno, en particular, pensaba muy bien de ellos, y Igor Stravinsky describe la Grosse Fuge como "absolutamente contemporánea, una obra musical que será contemporánea para siempre". Sus formas e ideas han inspirado y siguen inspirando a músicos y compositores como Richard Wagner y Béla Bartók. Wagner, a la hora de reflexionar sobre el primer movimiento del Op. 131, dijo que "revela el más melancólico sentimiento expresado en música". El último deseo musical de Schubert fue escuchar el cuarteto Op. 131, lo que hizo el 14 de noviembre de 1828, cinco días antes de su muerte. Al escuchar una interpretación del cuarteto Op. 131, Schubert comentó: "Después de esto, ¿qué queda por escribir?" Para Beethoven, el favorito de estos cuartetos finales era el Decimocuarto Cuarteto, op. 131, en do sostenido menor, que ha calificado como su más perfecta obra única.

## Otras versiones
Transcripciones de algunos de los últimos cuartetos de cuerda, para orquesta de cuerda han sido realizadas por Arturo Toscanini y Felix Weingartner, entre otros.

## Grabaciones
Los conjuntos que han grabado todos los últimos cuartetos de cuerda de Beethoven incluyen:
- Cuarteto Alban Berg, EMI (Grabada en estudio en los primeros años 80, ha vendido más de un millón de copias). Alban Berg Quartet, EMI (rec. live 1989)
- Alexander String Quartet, Arte Nova. Alexander String Quartet, Foghorn Classics
- Cuarteto Amadeus, DG
- Cuarteto Artemis, Virgin Classics
- Barylli Quartet
- Cuarteto Beethoven, Melodiya (rec. 1951-1972)
- Cuarteto Belcea, (2014). Las grabaciones son el testimonio fonográfico de la profunda inmersión beethoveniana realizada por el cuarteto durante la temporada 2011-2012, cuando programaron en vivo el ciclo completo a su paso por varias ciudades europeas.
- Cuarteto Borodin, Chandos
- Brentano String Quartet, Aeon (2011-14)
- Budapest String Quartet, Bridge (rec. 1941-60). Budapest String Quartet, Sony (rec. 1958-61)
- Busch Quartet, varios sellos (rec. 1933-41; sin la Große Fuge)
- Cleveland Quartet, RCA (1970s). Cleveland Quartet, Telarc (1990s)
- Colorado Quartet, Parnassus (rec. 2004-06)
- Emerson String Quartet, DG 1997. Grammy 1998 a la mejor interpretación de música de cámara.
- Endellion String Quartet, Warner Classics (2005-06)
- Fine Arts Quartet, Everest/Concert-Disc (rec. 1960-65)
- Gewandhaus Quartett, New Classical Adventure (rec. live 1985-98)
- Cuarteto Guarneri, RCA, Philips
- Cuarteto Hagen, DG
- Hollywood String Quartet, Testament
- Hungarian Quartet, (1953 mono) EMI. Hungarian Quartet, (1960s stereo) EMI
- Cuarteto Italiano, Decca[10] Grabada entre el 1967 y el 1975 tuvo una gran repercusión y es considerada como una de las interpretaciones de referencia dentro del repertorio.
- Juilliard String Quartet, CBS studio late 60s. Juilliard String Quartet, CBS (rec. live 1982). Grammy 1985 a la mejor interpretación de música de cámara
- Cuarteto Kodaly, Naxos
- Cuarteto LaSalle, DG (reeditado en Brilliant Classics)
- Leipziger Streichquartett, MDG
- Cuarteto de cuerda Lindsay, ASV (1984) Premio Gramophone
- Lydian String Quartet, Centaur
- Medici Quartet, Nimbus
- Cuarteto Melos, DG, (1984)
- Orford String Quartet, Delos
- Orion String Quartet, Koch Classics (2008)
- Penderecki String Quartet, Marquis (2013)
- Petersen Quartett, Capriccio
- Cuarteto Prazak, Praga
- Smetana Quartet, Supraphon
- Suske Quartett, Berlin Classics
- Cuarteto Takács, Decca (2005)
- Cuarteto Talich, Calliope. Su integral de los cuartetos es una de las versiones de referencia entre la existentes y la grabaron entre finales de los años 70 y comienzos de los 80.
- Taneyev Quartet, Boheme
- Tokyo String Quartet, RCA (1993). Tokyo String Quartet, Harmonia Mundi (2010). Durante su 25.º aniversario, en 1994, hicieron un tour internacional en que el cuarteto tocó los Cuartetos de Cuerda de Beethoven completos. Sus interpretaciones son muy empastadas y estilísticamente conseguidas.
- Vanbrugh Quartet, Intim Musik (1996)
- Cuarteto Vermeer, Teldec, (rec. 1984-89)
- Vegh Quartet, (1952 Les Discophiles Français) Music & Arts. Vegh Quartet, (1972 Telefunken) Naïve-Astrée
- Wihan Quartet, Nimbus
- Yale Quartet, Vanguard